# Arthur Besson
Pour les articles homonymes, voir Besson.
 (juillet 2017).
Si vous disposez d'ouvrages ou d'articles de référence ou si vous connaissez des sites web de qualité traitant du thème abordé ici, merci de compléter l'article en donnant les références utiles à sa vérifiabilité et en les liant à la section « Notes et références ».
Arthur Besson, né en 1968, est un musicien et compositeur suisse.

## Biographie
Actif professionnellement comme musicien et compositeur dès 1989, date à laquelle son groupe Karl Specht est engagé par Matthias Langhoff au Théâtre Vidy-Lausanne (La Duchesse de Malfi, l’Otage de Brendan Behan), Arthur Besson a depuis lors composé plus de soixante musiques originales pour le théâtre, le cinéma, la danse ou la photographie tout en menant de nombreux projets musicaux (rock, jazz, chanson).
En 1994, il fonde la compagnie Matô (avec Manuel von Stürler) avec laquelle il crée plusieurs spectacles musicaux : Le Grand Cahier, les jours de suie et ceux de cendre, pourquoi Benerdji s’est-il suicidé ? et Rrom.
De 1994 à 2001, il est accompagnateur et arrangeur pour Stéphane Blok (Boucherie productions, Paris).
De 2003 à 2011, il travaille essentiellement en France pour les metteurs en scène Christophe Rauck et Muriel Mayette-Holtz (Théâtre du Peuple, Théâtre Gérard-Philipe et Comédie-Française).
En 2013-2014, il monte sa propre structure d'enregistrements (studio).
Il participe aux créations : Cinéma Apollo, mis en scène par Matthias Langhoff, Farniente et Sallinger, mis en scène par Sandra Gaudin, La Mer à Boire, mis en scène par Julien Barroche, La Boucherie de Job, mis en scène de Hervé Loichemol, Le songe d’une nuit d’été, mis en scène par Isabelle Bonillo, La fureur de voir, long-métrage de Manuel von Stürler.
Il a reçu le prix culturel composition 2015 décerné par l’État de Vaud.

## Musiques de théâtre
- 1990 : La Duchesse de Malfi[7] de John Webster, mise en scène Matthias Langhoff, Théâtre Vidy-Lausanne, Théâtre de la Ville, Théâtre National Lisbonne
- 1991 : L'Otage[8] de Brendan Behan, mise en scène Matthias Langhoff, Théâtre Vidy-Lausanne
- 1991 : Violences de Michel Viala, mise en scène Serge Martin, Rencontres internationales, Le Mans
- 1995 : Roberto Zucco de Bernard-Marie Koltès, mise en scène Denis Maillefer, Arsenic-Lausanne / Grütli -  Genève
- 1995 : La Femme à barbe de Manfred Karge, mise en scène Bernard Meister, Grütli -  Genève
- 1996 : Peer Gynt de Henrik Ibsen, mise en scène Bruno Zecca, Atelier Volant, Lausanne
- 1997 : Quichotte de Cervantès, mise en scène Serge Martin, Pont-Butin-Genève
- 1998 : Femmes de Troie[9] de Euripide, mise en scène Matthias Langhoff, Théâtre National de Bretagne-Rennes et tournée
- 1999 : La Vénus des lavabos de Pedro Almodóvar, mise en scène Gianni Schneider, La Grange-Dorigny
- 1999 : Class Enemy de Nigel Williams, mise en scène Bruno Zecca, Atelier Volant-Lausanne
- 1999 : Les 81 minutes de Mademoiselle A de Lothar Trolle, m.s. L. Wolf, M. Leray, A. Saury, Centre pénitentiaire pour femmes de Rennes (prod. TNB)
- 2000 : Vincent Van Gogh : lettres à son frère Théo de Vincent van Gogh, mise en scène Georgio Brasey, Théâtre 2.21-Lausanne
- 2001 : Titus Andronicus de William Shakespeare, mise en scène Gianni Schneider, La Grange-Dorigny
- 2001 : Pour solde de tout compte de Douchka Doumier, mise en scène Georgio Brasey, Théâtre 2.21-Lausanne
- 2002 : L'Affaire de la rue de Lourcine[10] de Eugène Labiche, mise en scène Christophe Rauck, Théâtre Vidy-Lausanne et tournée suisse (projet Trans'Helvetia)
- 2003 : Sâgigsisimârnapok de Jørn Riel,  mise en scène Georgio Brasey, Théâtre 2.21-Lausanne
- 2003 : Le Dragon[11] de Evgueni Schwartz,  mise en scène Christophe Rauck, Théâtre du Peuple de Bussang, tournée 2004-2005
- 2004 : Chroniques lausannoises 2/6 de Marielle Pinsard, mise en scène Marielle Pinsard, Théâtre Arsenic-Lausanne
- 2004 : Aires de repos sur l'autoroute de l'information 2/6 de Yves Rosset, mise en scène Georgio Brasey, Théâtre 2.21-Lausanne
- 2004 : La Vie de Galilée[12] de Bertolt Brecht, mise en scène Christophe Rauck, Théâtre du Peuple de Bussang
- 2005 : Le Revizor[13] de Nicolas Gogol, mise en scène Christophe Rauck, Théâtre du Peuple de Bussang, tournée 2006-2007
- 2007 : Mon chien Stupide de John Fante, mise en scène Ludivine Triponez, Théâtre des Trois P'tits Tours-Morges
- 2007 : La Folle Journée, ou Le Mariage de Figaro[14] de Pierre-Augustin Caron de Beaumarchais, m.s. Christophe Rauck, Comédie-Française, salle Richelieu
- 2009 : Cœur Ardent[15] de Alexandre Ostrovski, mise en scène Christophe Rauck, Théâtre Gérard-Philipe, Saint-Denis, tournée
- 2009 : La Dispute[16] de Marivaux  , mise en scène Muriel Mayette-Holtz, Comédie-Française ,Théâtre du Vieux-Colombier
- 2009 : Les chevaliers Jedi ont-ils un bouton sur le nez? de Camille Rebetez, mise en scène Anne-Cécile Moser, Am Stram Gram-Genève, Petit Théâtre-Lausanne
- 2010 : Mystère bouffe et fabulages[17] de  Dario Fo (partie 1) , mise en scène Muriel Mayette-Holtz, Comédie-Française, salle Richelieu
- 2010 : Mystère bouffe et fabulages de  Dario Fo (partie 2) , mise en scène Muriel Mayette-Holtz, Comédie-Française, salle Richelieu
- 2010 : Andromaque[18] de Jean Racine, mise en scène Muriel Mayette-Holtz,  Comédie-Française, salle Richelieu
- 2011 : Têtes rondes et têtes pointues[19] de  Bertolt Brecht, mise en scène Christophe Rauck, Théâtre Gérard-Philipe, Saint-Denis, tournée
- 2011 : Bérénice[20] de Jean Racine, mise en scène Muriel Mayette-Holtz, spectacle créé à Bastia, puis  Comédie-Française, salle Richelieu et tournée
- 2012 : La résistible ascension d'Arturo Ui[21] de  Bertolt Brecht, mise en scène Gianni Schneider, Théâtre Vidy-Lausanne et tournée suisse
- 2015 : Cinéma Apollo[22] de Michel Deutsch, mise en scène Matthias Langhoff, Théâtre Vidy-Lausanne et tournée
- 2015 : Farniente[23] de Sandra Gaudin, mise en scène Sandra Gaudin, Théâtre Benno Besson-Yverdon et tournée
- 2016 : Sallinger[24] de Bernard-Marie Koltès, mise en scène Sandra Gaudin, Théâtre Benno Besson-Yverdon et tournée
- 2016 : La Mer à boire de Frédéric Chaffin, mise en scène Julien Barroche, Théâtre 2.21-Lausanne
- 2016 : La Boucherie de Job de Fausto Paravidino, mise en scène Hervé Loichemol, Comédie de Genève
- 2017 : Le Songe d'une nuit d'été de William Shakespeare, mise en scène Isabelle Bonillo, Théâtre Waouw-Aigle et tournée
- 2017 : Lampedusa beach de Lina Prosa, mise en scène Hinde Kaddour, Théâtre Oriental-Vevey et tournée
- 2019 : Le Cabaret des réalités de Sandra Gaudin (d'après A. Jodorowsky), mise en scène Sandra Gaudin, Théâtre Benno Besson, Yverdon et tournée
- 2019 : Le Petit Prince de Saint-Exupéry, mise en scène Isabelle Bonillo, Théâtre Le Reflet, Vevey et tournée

## Spectacles musicaux
- 1990 : William's party de William Shakespeare, avec le groupe Karl Specht sur une proposition de Matthias Langhoff, Théâtre Vidy-Lausanne
- 1992 : Torito II de et avec Jacques Probst, avec le groupe Karl Specht, Théâtre Vidy-Lausanne, Théâtre Saint-Gervais-Genève
- 1994 : Le Grand Cahier de Agota Kristof, Duo Matô, mise en scène Dominique Bourquin, Atelier Volant-Lausanne et tournée (1994-1996)
- 1995 : Voie de Hélène Hardouin, mise en scène Jean-Gabriel Chobaz, Théâtre 2.21-Lausanne
- 1997 : Les jours de suie de  Stéphane Blok, mise en scène Denis Maillefer, Théâtre 2.21-Lausanne et tournée
- 1999 : Perdants magnifiques, montage de textes , mise en scène Anne-Marie Delbart, Le Poche-Genève et tournée
- 2000 : Pourquoi Benerdji s'est-il suicidé?, de Nâzım Hikmet, mise en scène Fabrice Gorgerat, Arsenic-Lausanne
- 2002 : Poussières d'étoiles, de Françoise Courvoisier, mise en scène Françoise Courvoisier, La Grenade-Genève et tournée
- 2003 : Rrom, spectacle-diaporama de Yves Leresche , mise en scène Dominique Bourquin et Dominique Dardant, Arsenic-Lausanne
- 2004 : Les 7 pêchés capitaux de Tania di Paola , mise en scène Tania di Paola, Théâtre 2.21-Lausanne
- 2007 : Bonsoir Barbara de et avec Eniko Szilagyi, Théâtre Déjazet-Paris
- 2011 : Comme un vertige de et avec Yvette Théraulaz, Comédie de Genève et tournée
- 2013 : Les Fleurs du mal de Charles Baudelaire et Brigitte Fontaine, mise en scène Françoise Courvoisier Théâtre Le Public-Bruxelles et tournée
- 2015 : Strange Desire de Peggy Lee et Ariane Moret, mise en scène Ariane Moret et Georges Gagneré, Théâtre 2.21-Lausanne et tournée
- 2017 : Le compte de Jean Rochat, par l'Association Eustache,Théâtre 2.21-Lausanne / Café du soleil-Saignelégier
- 2019 : Le dernier rempart, solo d'Arthur Besson, mise en scène Dominique Bourquin, Théâtre 2.21-Lausanne

## Musiques de films
- 1991 : Les yeux ouverts, court-métrage de Sandrine Normand
- 1997 : Fritz et Franz[25], court-métrage de Gaby Schaedler
- 1997 : 
  - Connu de nos services[26], long-métrage documentaire de Jean-Stéphane Bron
  - Chronique[27], long-métrage de Pierre Maillard
- 2001 : Potlatch[28], long-métrage de Pierre Maillard
- 2003 : Appel d'air, court-métrage de Stéphanie Chuat et Véronique Reymond
- 2004 : Au large de Bad Ragaz[29], long-métrage de François-Christphe Marzal (co-compositeur : Antoine Auberson)
- 2005 : 
  - Gymnnase du soir[30], long-métrage documentaire de Stéphanie Chuat et Véronique Reymond
  - Egoïste, long-métrage documentaire de Stephan Anspischler
- 2007 : Voyage au bout de la vallée, long-métrage documentaire de Arnaud Virat (France 3 Lorraine)
- 2008 : 
  - Science suisse : Martine Rahier, court-métrage documentaire de Stéphanie Chuat et Véronique Reymond
  - Buffo, Butten & Howard[31], long-métrage documentaire de Stéphanie Chuat et Véronique Reymond
- 2013 : 
  - Le seuil, long-métrage documentaire de Frank Preiswerk
  - A livre ouvert, série de Stéphanie Chuat et Véronique Reymond (tournage et musiques additionnelles)
- 2017 : La fureur de voir[32], long-métrage de Manuel von Stürler

## Musiques de danse
- 2000 : La haine de la musique, chorégraphie de Philippe Saire, Sévelin 36 et tournée (France, Brésil, Pologne, Allemagne, Afrique du Sud et Suisse)
- 2005 : De Didi à Gogo, chorégraphie de Olivier Chanut, Octogone-Pully
- 2007 : L, chorégraphie de Olivier Chanut, Théâtre 2.21, Lausanne
- 2008 : Opp (1), chorégraphie de Olivier Chanut, Jeune ballet du Conservatoire national supérieur de musique et de danse de Lyon

## Discographie
- 1991 : Karl Specht, Karl Specht
- 1993: Karl Specht, Twin Freaks
- 1994: Stéphane Blok, Esperanza Nicholasohn
- 1996: Stéphane Blok, Les hérétiques
- 1997:  Arthur Besson, Chronique
- 1998: Stéphane Blok, Le principe du sédentaire
- 2000:  Stéphane Blok, Lobotome
- 2001:  Arthur Besson, Tome 2
- 2003:  Arthur Besson, Rrom
- 2004:  Lesserteur, Gentil, méchant
- 2006:  
  - Arthur Besson, Musiques pour le Peuple
  - Arthur Besson, Tome 3
- 2007: Stéphane Blok, En concert à l'Arsenic
- 2008:  Bébert Arthex, En concert au 2.21
- 2009:  Inc. & Thru, Live in Lôzane
- 2010:  Lesserteur, Marins des villes
- 2012:  Arthur Besson, Têtes rondes et têtes pointues
- 2013:  Yvette Théraulaz, Comme un vertige
- 2016:  El Zapoï, El Zapoï[33]

## Prix et distinctions
- 2015 :  prix composition décerné par la Fondation vaudoise pour la culture[6]